# Tinos (police de caractères)
Pour les articles homonymes, voir Tino.
Tinos est une police de caractères distribuée en mai 2013 sous la licence Apache 2.0 par Google. Elle a été créée par Steve Matteson pour être compatible en taille avec Times New Roman afin de remplacer cette dernière lorsqu’elle n’est pas disponible. Elle est livrée sur les appareils Chrome OS comme partie des Croscore fonts (en), avec les polices Arimo et Cousine.